# Karauli
Karauli (Hindi: करौली, Karaulī; früher anglisierend Kerowlee) ist eine Stadt mit etwa 90.000 Einwohnern im Osten des indischen Bundesstaats Rajasthan. Karauli war Hauptstadt des früheren Fürstenstaates Karauli und ist heute die Hauptstadt des gleichnamigen Distrikts.

## Lage
Die Stadt liegt zwischen zwei Armen des Utangan River in einer Höhe von ca. 275 m ü. d. M. Jaipur, die Hauptstadt Rajasthans liegt ca. 175 km nordwestlich; bis nach Agra sind es gut 160 km in nordöstlicher Richtung. Das Klima ist warm, aber für Rajasthan durchaus regenreich.

## Bevölkerung
Offizielle Bevölkerungsstatistiken werden erst seit 1991 geführt und veröffentlicht.
| Jahr      | 1991   | 2001   | 2011   |
| Einwohner | 49.008 | 66.239 | 82.960 |

Die Rajasthani und Hindi sprechende Bevölkerung besteht zu etwa 77 % aus Hindus und zu 22,5 % aus Moslems; zahlenmäßig kleine Minderheiten bilden Jains, Christen, Sikhs, Buddhisten und andere. Wie bei Volkszählungen in Indien üblich, liegt der männliche Bevölkerungsanteil etwa 12 % höher als der weibliche.

## Wirtschaft
Das Umland von Karauli ist landwirtschaftlich geprägt; die Stadt selbst fungiert als Zentrum für Handwerk, Handel und Dienstleistungen aller Art (darunter auch Gesundheits- und Ausbildungswesen).

## Geschichte
Die Gegend um Karauli wird schon im Mahabharata erwähnt. Die mittelalterliche Geschichte sieht Raja Bijai Pal (um 995) als Gründer des Fürstentums an; die Stadt selbst wurde im Jahr 1348 gegründet von Arjun Pal unter dem Namen Kalyanpuri gegründet, geriet aber bald darauf unter den Einfluss des muslimischen Sultanats von Delhi. Im 16. und 17. Jahrhundert war das Mogulreich die dominierende Macht in ganz Nordindien; danach kamen für kurze Zeit die Marathen und ab 1818 die Briten.

## Sehenswürdigkeiten
- Hauptsehenswürdigkeit der Stadt ist der im 17. und 18. Jahrhundert erbaute Fürstenpalast. Wie bei den meisten Palästen Rajasthans verbinden sich hier Bauformen der Mogul-Architektur mit hinduistischen Details.
- Der Madan-Mohan-Tempel ist dem Hindu-Gott Krishna geweiht.

Umgebung
- Der ca. 35 km nördlich gelegene, in den 1970er Jahren erbaute und dem letzten Tirthankara Mahavira geweihte Jain-Tempel ist ebenfalls sehenswert.